# Kirovszkiji járás (Tengermellék)

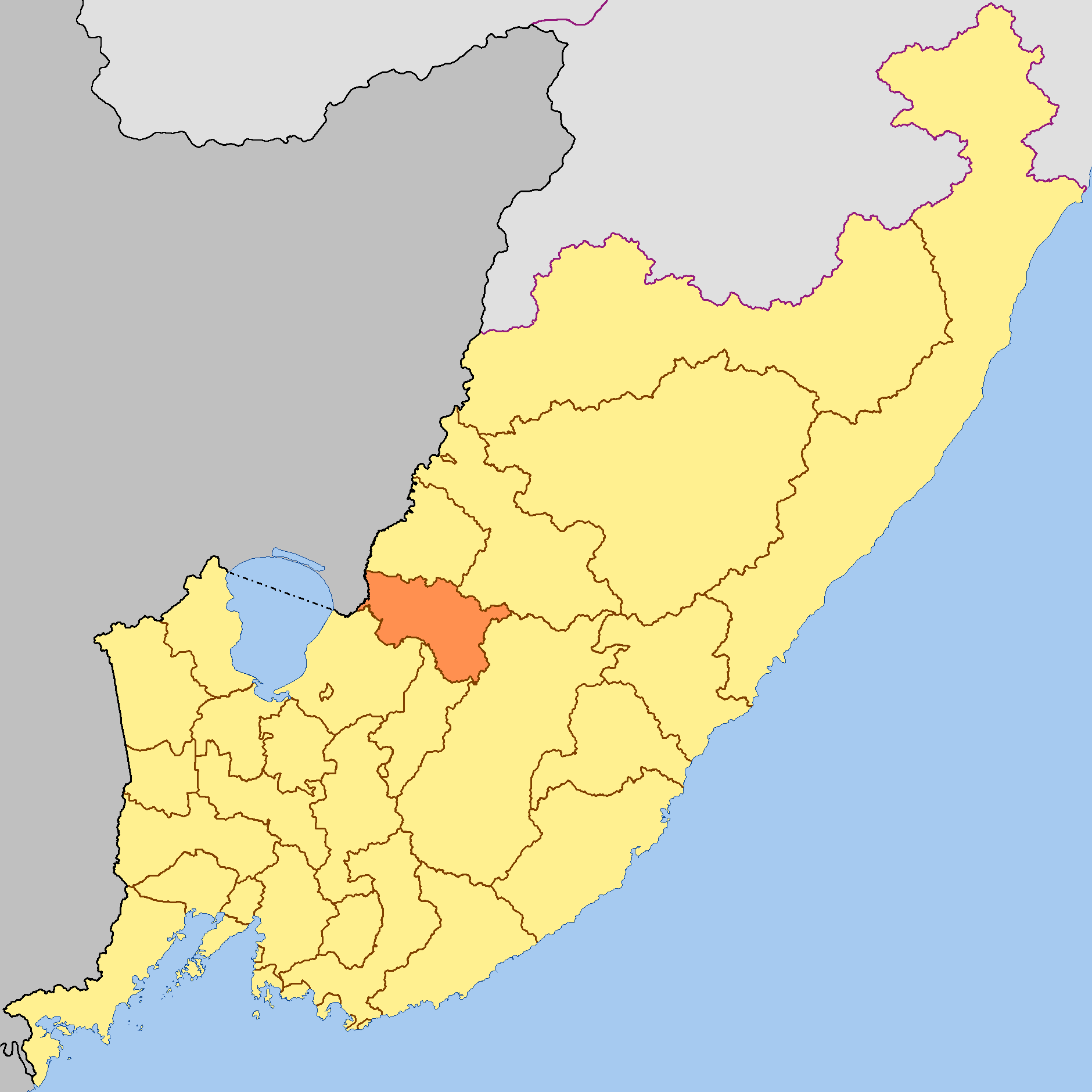
A Kirovszkiji járás a Tengermelléki határterületen

A Kirovszkiji járás (Кировский район) járás Oroszország Tengermelléki határterületén, annak délnyugati részén. Székhelye és legnagyobb települése Kirovszkij városi jellegű település (2005-ben 9,6 ezer lakossal). Területe 3454 km², lakossága 2000-ben 28,6 ezer fő, népsűrűsége 8,3 fő/km² volt. Területén 3 városi jellegű település (Kirovszkij, Gornij, Gornije Kljucsi) és 11 község található. Gornije Kljucsi (6,2 ezer lakos 1998-ban) a második legnépesebb település, mely üdülőtelepülési címet visel. A járást nyugatról Kína, délről a Szpasszki és a Jakovlevkai, keletről a Csugujevkai, északról a Leszozavodszki és a Dalnyerecsenszki járás határolja. Területén áthalad a Transzszibériai vasútvonal.
Keleti részén a Szihote-Aliny előhegységei (Szinyij hrebet) magasodnak, nyugati részén pedig az Usszuri alföldje húzódik. A járás fő folyója az Usszuri, nyugatról annak mellékfolyója, a Szingacsa az orosz-kínai határt alkotja. Területének mintegy ½-ét erdő borítja.

## Népesség
- 1989-ben 29 516 lakosa volt.
- 2002-ben 24 618 lakosa volt.
- 2010-ben 21 231 lakosa volt.

## Gazdaság
A járás területén találhatóak a Tengermellék legjelentősebb ásványvízforrásai, melyeket Smakovkai-csoport néven ismernek, a legismertebb ásványvízmárka is a Smakovka nevet viseli (az egész országban forgalmazzák). A források környékén az 1960-as években épült ki az Októberi Forradalom 50. évfordulójáról elnevezett szanatórium, melyet később 3 másik (Smakovszkij, Zsemcsuzsina, Izumrudnij) követett és azóta a járás elsődleges gazdasági ágazata az üdülő-idegenforgalom. A mezőgazdasági termelés (burgonya, szója, rizs, árpa) a járás nyugati részére jellemző, a fő élelmiszeripari cég a Niva, mely konzerv- és húsiparáról ismert. A járás északkeleti részén kisebb barnaszénkészleteket tártak fel. Számottevő még a fakitermelés és a méhészkedés is.

## Látnivalók
A természeti látványosságok közül az ásványvizes források mellett meg kell említeni a Tajozsnaja-márványbarlangot, és a védett tiszafaligetet a Bisztraja folyónál. Legrégibb műemléke a Tengermellék első kolostora, a 19. század végén létesült Szvjato-Troickij Smakovkában.

## Külső hivatkozások
- Idegenforgalmi információk (oroszul) Archiválva 2007. szeptember 30-i dátummal a Wayback Machine-ben
- Általános információk (oroszul)